# La Buissière
Pour les articles homonymes, voir Labuissière.
La Buissière est une commune française située dans le département de l'Isère, en région Auvergne-Rhône-Alpes.
La Buissière est située dans la vallée du Grésivaudan, entre l'Isère et les premiers contreforts du massif de la Chartreuse. Ses habitants sont les Buisserans.

## Géographie

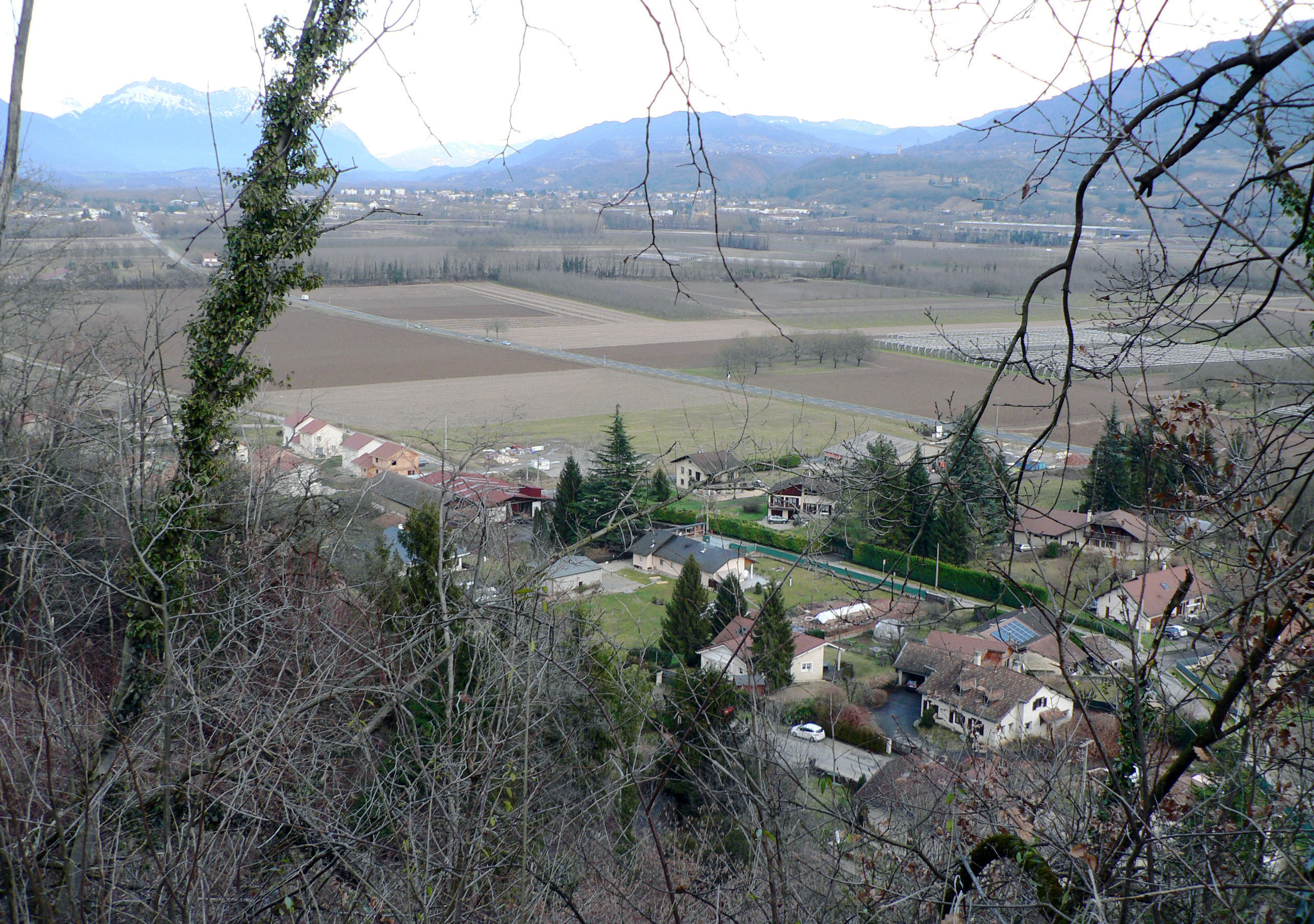
Vue générale de la commune depuis le château fort.

### Situation et description
Située dans la vallée de l'Isère et la région naturelle du Grésivaudan, entre Chambéry et Grenoble, la commune fait partie de l'aire urbaine de Grenoble ainsi qu'à la communauté de communes Le Grésivaudan.

### Communes limitrophes
| Barraux     | Barraux               | Pontcharra |
|             | La Buissière          |            |
| La Flachère | Sainte-Marie-d'Alloix | Le Cheylas |

Voici ci-dessous une carte représentant le découpage territorial des communes limitrophes :

### Climat
Pour des articles plus généraux, voir Climat d'Auvergne-Rhône-Alpes et Climat de l'Isère.
En 2010, le climat de la commune est de type climat des marges montargnardes, selon une étude du Centre national de la recherche scientifique s'appuyant sur une série de données couvrant la période 1971-2000. En 2020, Météo-France publie une typologie des climats de la France métropolitaine dans laquelle la commune est exposée à un climat de montagne ou de marges de montagne et est dans la région climatique  Alpes du nord, caractérisée par une pluviométrie annuelle de 1 200 à 1 500 mm, irrégulièrement répartie en été. 
Pour la période 1971-2000, la température annuelle moyenne est de 11,6 °C, avec une amplitude thermique annuelle de 19,5 °C. Le cumul annuel moyen de précipitations est de 1 322 mm, avec 9,2 jours de précipitations en janvier et 8,3 jours en juillet. Pour la période 1991-2020, la température moyenne annuelle observée sur la station météorologique de Météo-France la plus proche, « Pipay_sapc », sur la commune de Theys à 11 km à vol d'oiseau, est de 6,3 °C et le cumul annuel moyen de précipitations est de 1 545,8 mm,. Pour l'avenir, les paramètres climatiques de la commune estimés pour 2050 selon différents scénarios d'émission de gaz à effet de serre sont consultables sur un site dédié publié par Météo-France en novembre 2022.

### Hydrographie
Le territoire communal est traversé par les ruisseaux des Granges, de la Ville, de la Maladière. Une partie de la limite Nord-Ouest de la commune est marquée par le cours du ruisseau du Rif Mort, tandis que la limite orientale est délimitée par le cours de l'Isère.

### Voies de communication
Le territoire de la commune de La Buissière est traversé par deux voies à grande circulation, l'autoroute A 41 et l'ancienne route nationale 90 qui relient Grenoble à Chambéry (pour l'autoroute) et Albertville (pour l'ancienne route nationale), selon un axe nord-sud.

## Urbanisme

### Typologie
Au 1er janvier 2024, La Buissière est catégorisée commune rurale à habitat dispersé, selon la nouvelle grille communale de densité à sept niveaux définie par l'Insee en 2022.
Elle est située hors unité urbaine. Par ailleurs la commune fait partie de l'aire d'attraction de Grenoble, dont elle est une commune de la couronne,. Cette aire, qui regroupe 204 communes, est catégorisée dans les aires de 700 000 habitants ou plus (hors Paris),.

### Occupation des sols
L'occupation des sols de la commune, telle qu'elle ressort de la base de données européenne d’occupation biophysique des sols Corine Land Cover (CLC), est marquée par l'importance des territoires agricoles (75 % en 2018), une proportion sensiblement équivalente à celle de 1990 (74,8 %). La répartition détaillée en 2018 est la suivante : 
terres arables (44,7 %), zones agricoles hétérogènes (26,6 %), forêts (15,8 %), zones urbanisées (6 %), prairies (3,7 %), eaux continentales (3,3 %). L'évolution de l’occupation des sols de la commune et de ses infrastructures peut être observée sur les différentes représentations cartographiques du territoire : la carte de Cassini (XVIIIe siècle), la carte d'état-major (1820-1866) et les cartes ou photos aériennes de l'IGN pour la période actuelle (1950 à aujourd'hui).

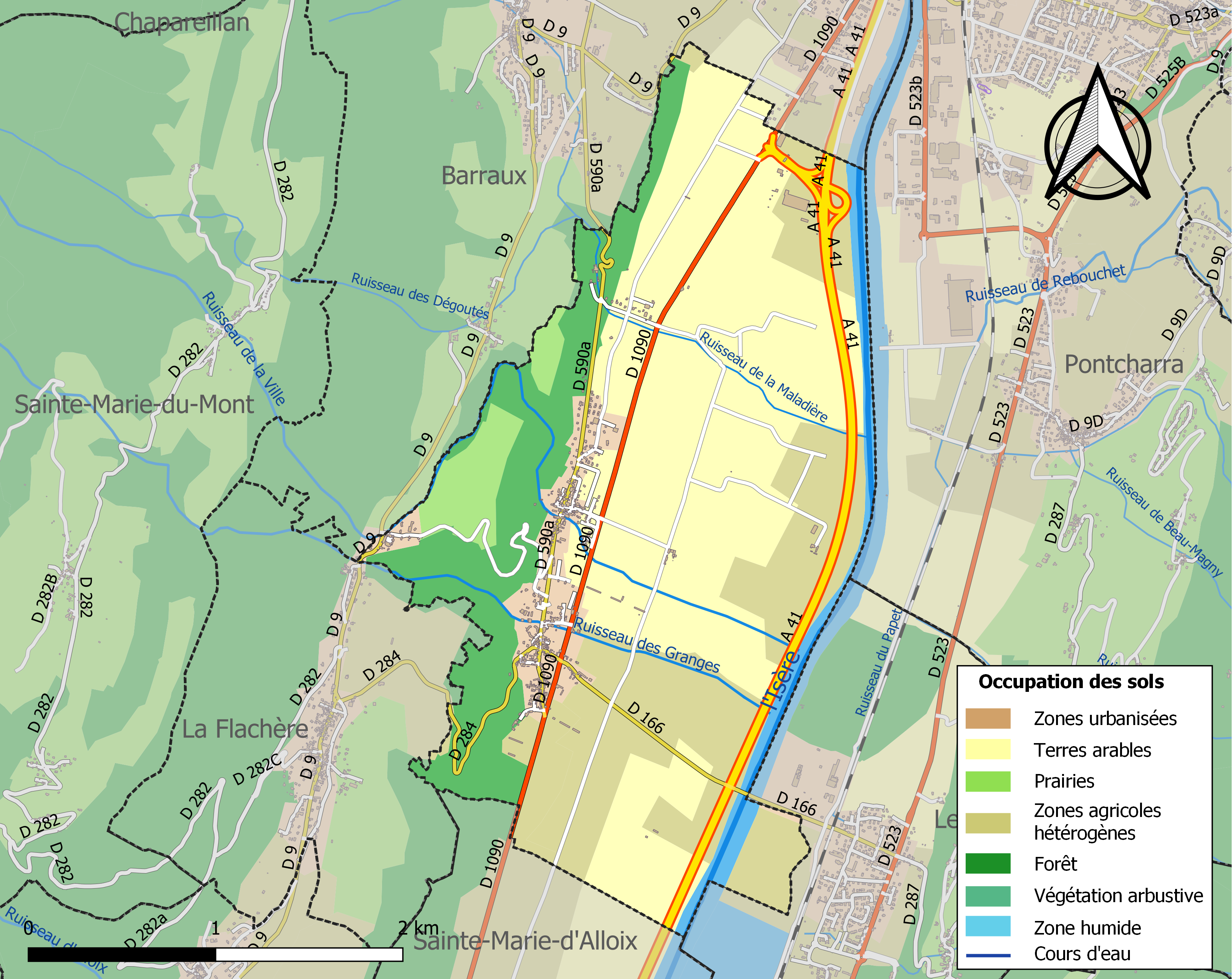
Carte des infrastructures et de l'occupation des sols de la commune en 2018 (CLC).

### Risques naturels et technologiques

#### Risques sismiques
L'ensemble du territoire de la commune de La Buissière est situé en zone de sismicité n°4, à l'instar de l'ensemble des territoires des communes du massif de la Chartreuse et de la vallée du Gréisvaudan.
| Type de zone | Niveau            | Définitions (bâtiment à risque normal) |
| ------------ | ----------------- | -------------------------------------- |
| Zone 4       | Sismicité moyenne | accélération = 1,6 m/s2                |

## Histoire

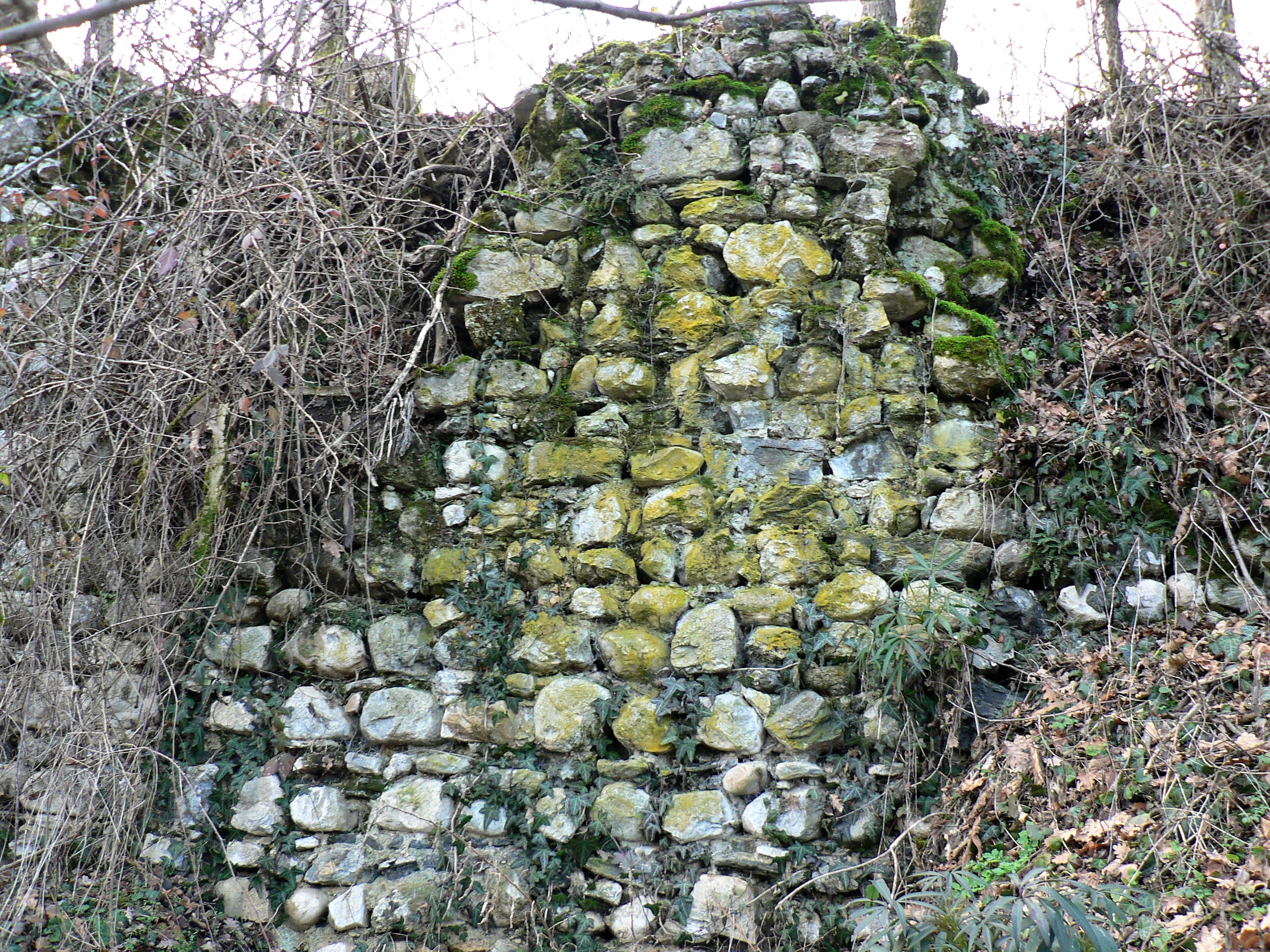
Vestiges du château fort de La Buissière.

Le château de La Buissière défendait l'accès vers Grenoble depuis la rive droite de l'Isère. Construite au XIIe siècle, la forteresse (surnommée Château Dauphin) est située sur une colline dominant l'ancien bourg fortifié. Il est la possession des dauphins de Viennois.
Les Dauphins accordèrent des franchises au XIVe siècle.
On note aussi la présence d'une maison forte appartenant à Urbain Rodde en 1447 ; « maison et hostelfort quils ont assis en ladite ville ».
En février 1478, par ses lettres patentes, le roi Louis XI confirma les privilèges des habitants de la Buissière ainsi qu'en février 1481.

## Politique et administration

### Liste des maires
| Période                                  | Période  | Identité            | Étiquette | Qualité                    |
| ---------------------------------------- | -------- | ------------------- | --------- | -------------------------- |
|                                          | 2001     | Jean-Paul Favergeon |           |                            |
| 2001                                     | 2014     | Jean-Pierre Buart   |           |                            |
| 2014                                     | 2020     | André Maître        | SE        | Retraité Fonction publique |
| 2020                                     | En cours | Agnès Dupon         |           |                            |
| Les données manquantes sont à compléter. |          |                     |           |                            |

### Jumelages
- En 2015, la commune n'est pas jumelée avec une autre.

## Population et société

### Démographie
L'évolution du nombre d'habitants est connue à travers les recensements de la population effectués dans la commune depuis 1793. Pour les communes de moins de 10 000 habitants, une enquête de recensement portant sur toute la population est réalisée tous les cinq ans, les populations de référence des années intermédiaires étant quant à elles estimées par interpolation ou extrapolation. Pour la commune, le premier recensement exhaustif entrant dans le cadre du nouveau dispositif a été réalisé en 2005.

En 2022, la commune comptait 791 habitants, en évolution de +18,95 % par rapport à 2016 (Isère : +3,07 %, France hors Mayotte : +2,11 %).
| 1793 | 1800 | 1806 | 1821 | 1831 | 1836 | 1841 | 1846 | 1851 |
| ---- | ---- | ---- | ---- | ---- | ---- | ---- | ---- | ---- |
| 570  | 699  | 791  | 800  | 802  | 822  | 815  | 849  | 814  |

| 1856 | 1861 | 1866 | 1872 | 1876 | 1881 | 1886 | 1891 | 1896 |
| ---- | ---- | ---- | ---- | ---- | ---- | ---- | ---- | ---- |
| 797  | 744  | 769  | 693  | 700  | 604  | 637  | 608  | 580  |

| 1901 | 1906 | 1911 | 1921 | 1926 | 1931 | 1936 | 1946 | 1954 |
| ---- | ---- | ---- | ---- | ---- | ---- | ---- | ---- | ---- |
| 567  | 563  | 471  | 431  | 420  | 388  | 372  | 401  | 381  |

| 1962 | 1968 | 1975 | 1982 | 1990 | 1999 | 2005 | 2006 | 2010 |
| ---- | ---- | ---- | ---- | ---- | ---- | ---- | ---- | ---- |
| 356  | 384  | 369  | 346  | 475  | 566  | 628  | 655  | 663  |

| 2015 | 2020 | 2022 | - | - | - | - | - | - |
| ---- | ---- | ---- | - | - | - | - | - | - |
| 672  | 763  | 791  | - | - | - | - | - | - |

### Enseignement
La commune est rattachée à l'académie de Grenoble.

### Médias
Historiquement, le quotidien à grand tirage Le Dauphiné libéré consacre, chaque jour, y compris le dimanche, dans son édition du Grésivaudan, un ou plusieurs articles à l'actualité de la communauté de communes, ainsi que des informations sur les éventuelles manifestations locales, les travaux routiers, et autres événements divers à caractère local.

### Cultes
La communauté catholique et l'église de La Buissière (propriété de la commune) sont rattachées à la paroisse des Saints Apôtres et au doyenné du Haut-Grésivaudan qui sont, quant à eux, rattachés au diocèse de Grenoble.

## Économie
Le commune fait partie de l'aire géographique de production et transformation du « Bois de Chartreuse », la première AOC de la filière Bois en France.

## Culture locale et patrimoine

### Lieux et monuments
- L'église Saint-Jean-Baptiste, en style néo-gothique, du XIXe siècle[23].
- Les vestiges du château fort de La Buissière se trouvent sur une butte au nord du hameau de La Ville. On y accède grâce au balisage jaune. Le château et sa chapelle sont cités au XIe siècle[23].
- plusieurs maisons fortes sont situées sur la commune[23] : 
  - la maison forte de Boissieu, du XIIe siècle, Place Denis Salvaing de Boissieu. Aujourd'hui galerie d'art ;
  - la maison forte de Savoye, du XIIIe siècle ;
  - la maison forte de la tour Salvaing, du XIIIe siècle ;
  - la maison forte du Verger, dite château Camant XIIIe siècle ;
  - la maison forte de la Crosse, du XIIIe siècle, dans la plaine à l'Est du hameau de La Ville ;
  - la maison forte du Pilat, du XIVe siècle ;
  - la maison forte des Cassard, du XVe siècle, au 370 rue du Château Dauphin ;
  - la maison forte de Bacquelier, du XVIe siècle ;
  - la maison forte des Granges (disparue).
- Ancien hôpital Saint-Jacques, du XIVe siècle, au 429 Rue du Château Dauphin[23].

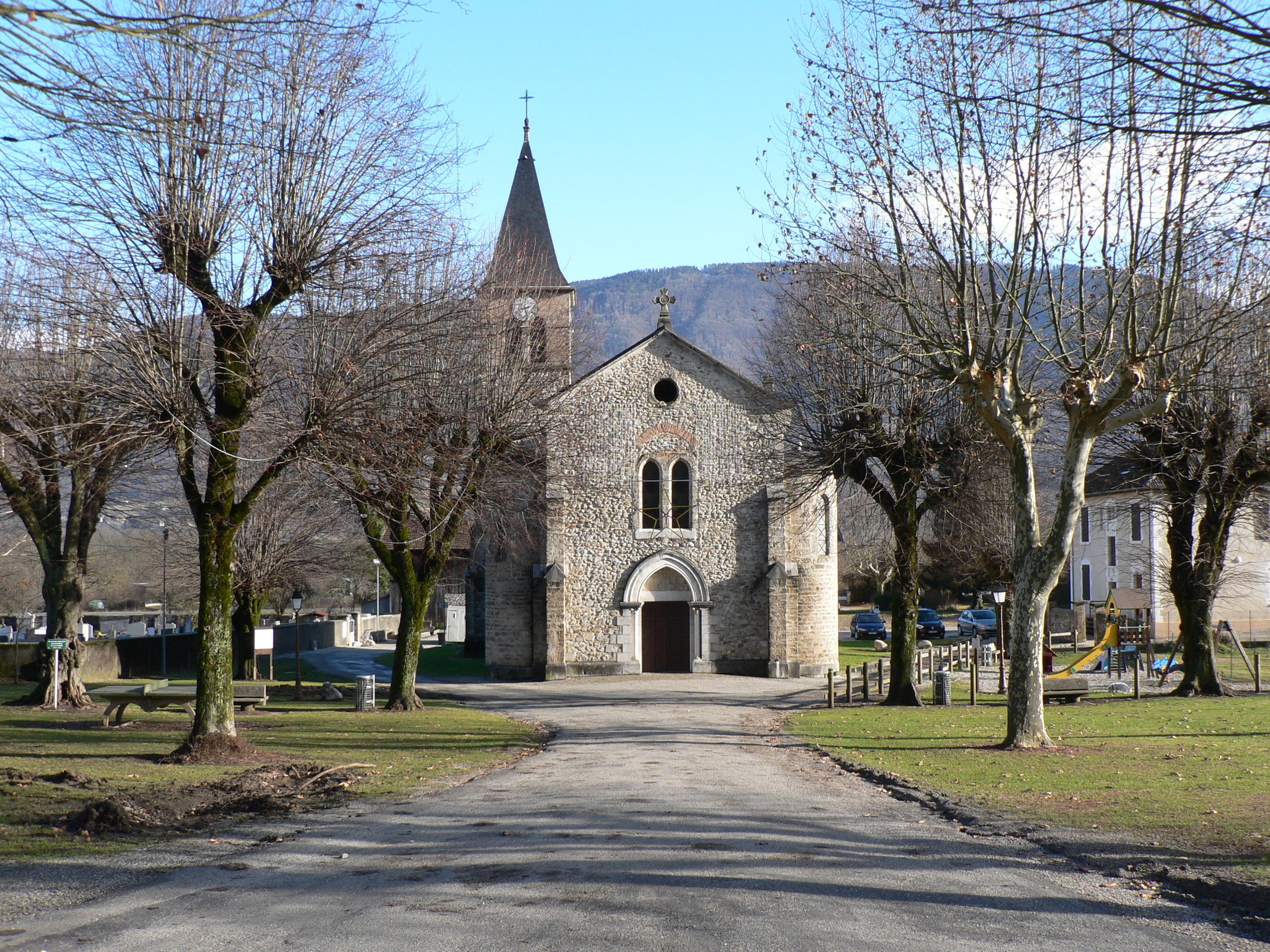
L'église Saint-Jean-Baptiste.
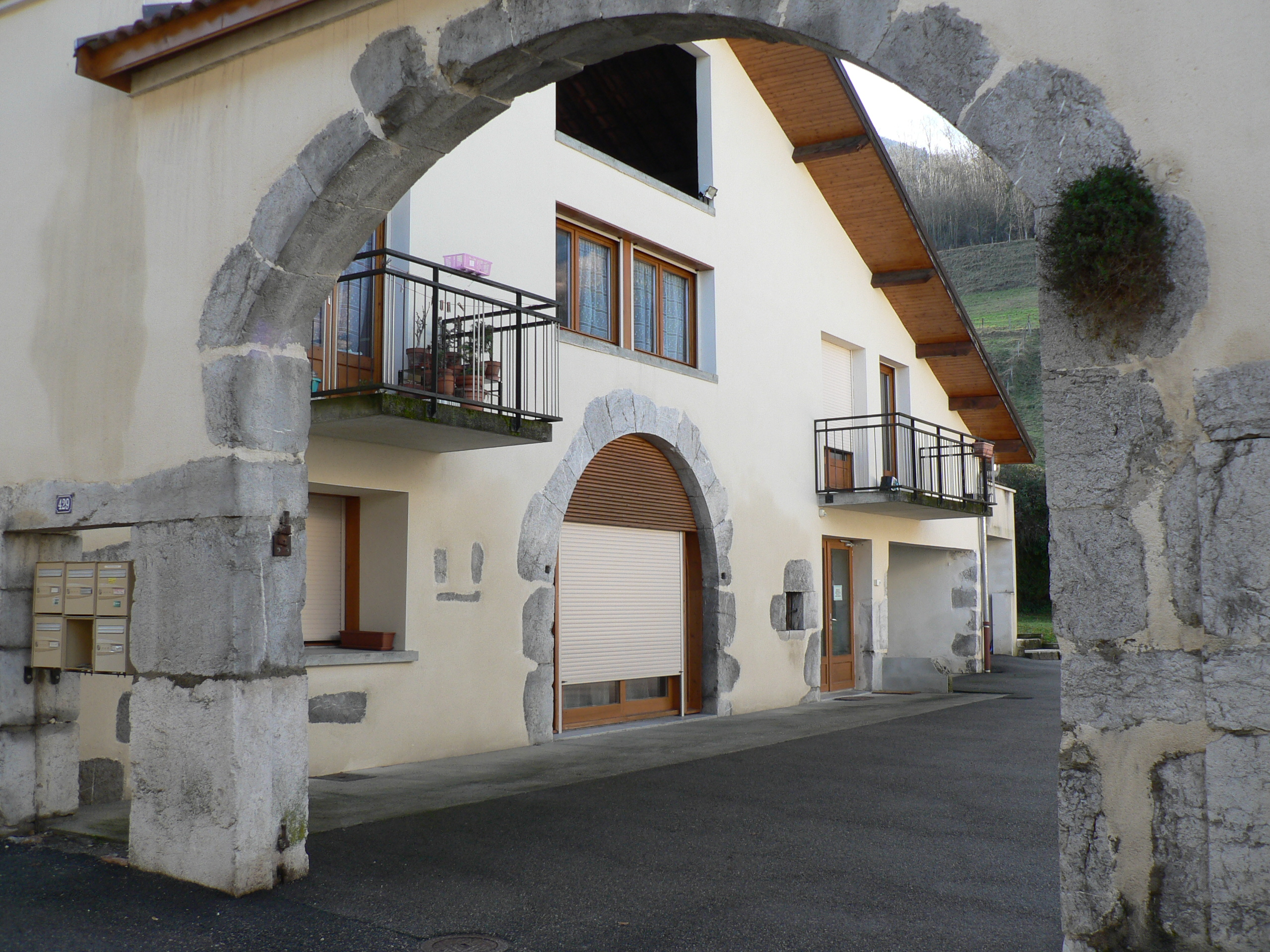
Arche en plein cintre de l'ancien hôpital Saint-Jacques.
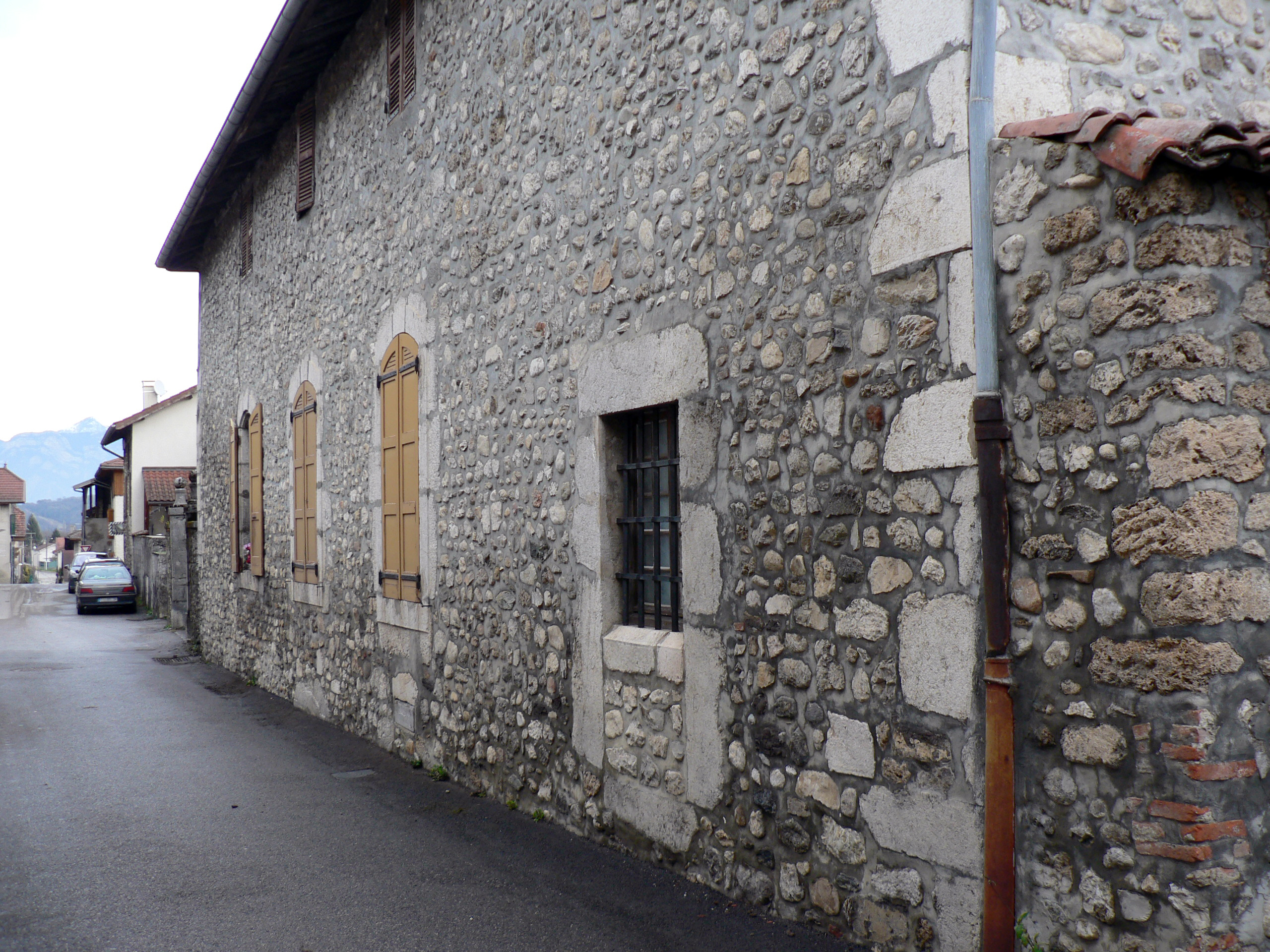
La maison forte des Cassard.
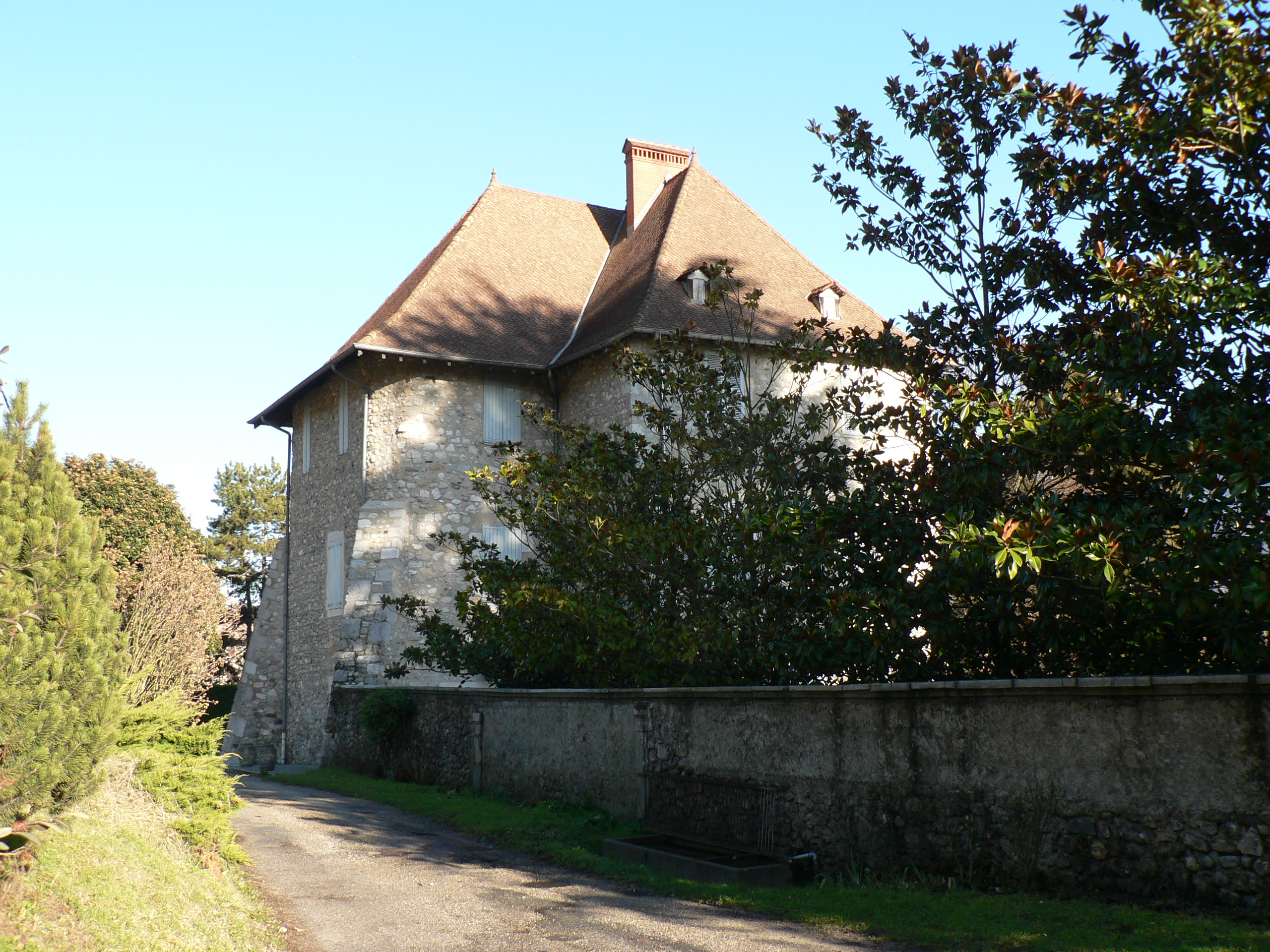
Le château Camant.
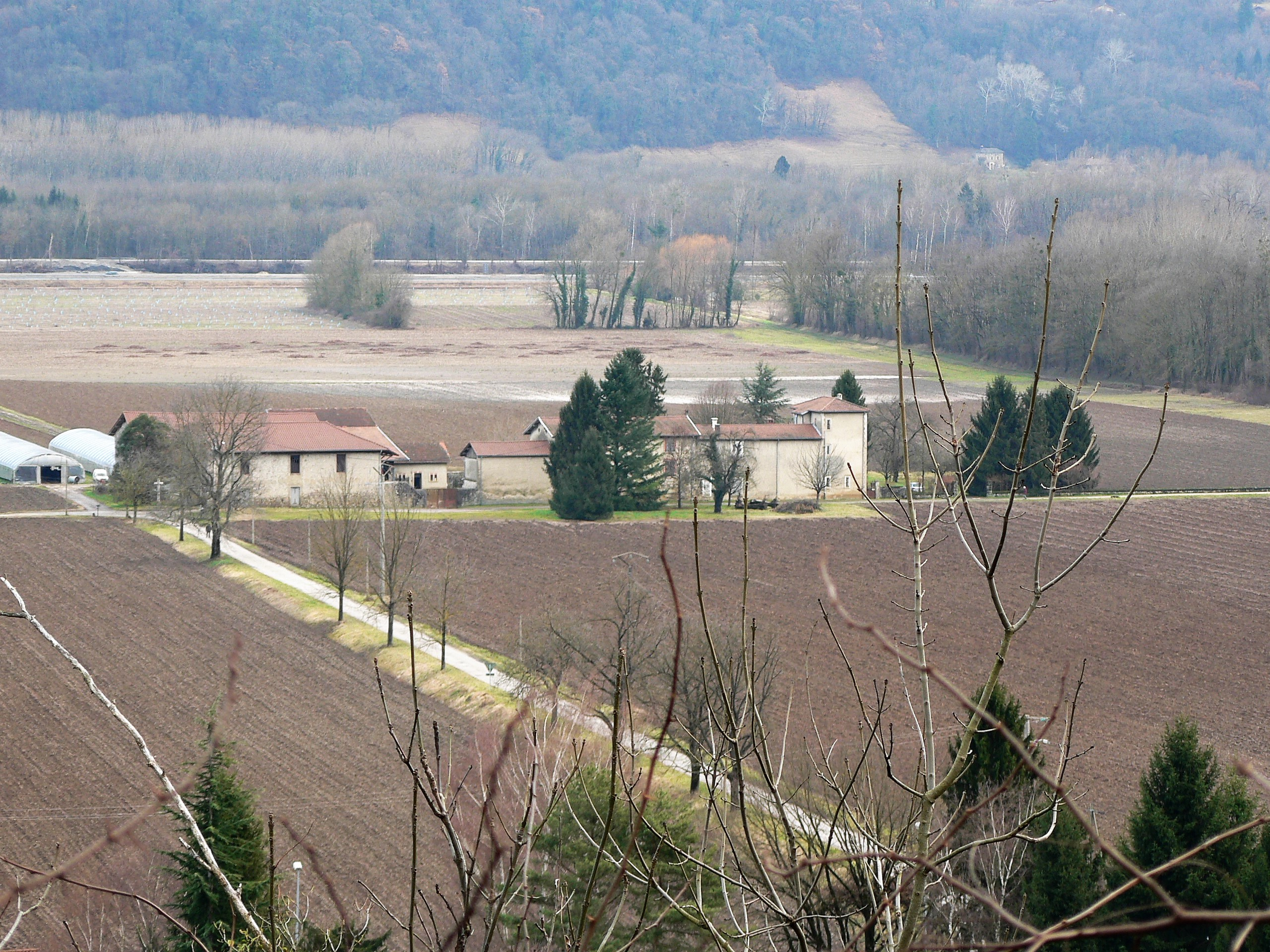
La Maison forte de la Crosse.

### Patrimoine culturel
- la grange du Boissieu, de proprieté privé, organise des expositions d’art contemporain.

### Personnalités liées à la commune
- Pierre Baquelier dit « Pierre de Grenoble », prêtre, d'une famille de La Buissière, éditeur parisien de la Renaissance (1504).
- Charles de La Buissière, employé du bureau de police du Comité de salut public en 1794, célèbre pour avoir passé ses nuits à détruire les dossiers d'accusation des suspects incarcérés. Il aurait sauvé ainsi 1153 personnes.
- Albert Eggenspiller (1915-1955), officier des Forces Françaises Libres, Compagnon de la Libération, né dans la commune.

### Héraldique, logotype et devise
| Blason de Buissière (La) | Blason  | D’azur à la licorne contournée d’argent sur une terrasse du champ, à la bordure aussi d’argent chargée de deux branches de laurier de sinople réunies en chef et croisées en pointe. |
| Blason de Buissière (La) | Détails | Le statut officiel du blason reste à déterminer. |